# Bundesstraße 103
Pour les articles homonymes, voir Route 103.
La Bundesstraße 103 (abrégé en B 103) est une Bundesstraße reliant Warnemünde à Kyritz.

## Localités traversées
- Warnemünde
- Rostock
- Laage
- Güstrow
- Krakow am See
- Karow
- Plau am See
- Meyenburg
- Pritzwalk
- Kyritz